# Кьонджу
Кьонджу (на корейски: 경주; на английски: Gyeongju) е град в Република Корея. Намира се в провинция Кьонсан-Пукто.

## Символи на града
Гербът на Kьонджу е корона на фона на синьо небе. Короната символизира миналото на града, когато е бил столицата на древната държава Сила. Синьото небе на фона представлява светлото бъдеще на града, а шестте звезди в небето са шестте селища, от които започва историята на Сила.

## История
Градът първоначално е известен като Сарогук, един от двaнадесетте вождества на древната конфедерация Джинсан (Jinsan).

### Династия Сила
Кралство Сила е основано през 57 г. пр. Хр. и е управлявано от 56 крале за 992 години. По време на Обединена Сила, Кьонджу е главен културен център.

### Династии Корьо и Чосон
Градът е преименуван Кьонджу през 18-а година (935 г.) по време на управлението на крал Теджу (Taejo).
Преименуван е на Донгйон (Donggyeong) през 987 г. През 1012 г. е преименуван на Кьонджу, а през 1308 г. името е сменено на Герим-бу (Gyerim-bu).

## Туризъм
Кьонджу е един от основните туристически центрове в Република Корея. Сред основните забележителности са древната астрономическа обсерватория Джомсомден, храмът Булгукса, скалният храм Сокурам и др.

## Побратимени градове
- Нара, префектура Нара, Япония (15 април 1970)
- Обама, префектура Фукуи, Япония (13 февруари 1977)
- Помпей, Италия (14 октомври 1985)
- Версай, Франция (15 април 1987)
- Инглууд, щат Калифорния, САЩ (11 декември 1990)
- Сиан, провинция Шанси, Китай (18 ноември 1994)
- Иксан, провинция Чола-Пукто, Република Корея (20 януари 1998)
- Хюе, провинция Тхатхиен-Хюе, Виетнам (7 септември 2007)
- Габала, Азербайджан (17 август 2015)[2]